# Italiaanse Radicalen
Italiaanse Radicalen (Italiaans: Radicali italiani) is een links-liberale Italiaanse politieke partij, opgericht op 14 juli 2001.
Italiaanse Radicalen is een voortzetting van een linkse afsplitsing van de Liberale Partij van Italië, de in 1955 gestichte Radicale Partij die in 1989 werd omgezet in de Transnationale Radicale Partij.
De partij maakte deel uit van de coalitieregering Letta die 28 april 2013 tot 22 februari 2014 regeerde. Emma Bonino was namens de partij minister van Buitenlandse Zaken

## Verkiezingsresultaten
| Jaar                        | %   | Zetels |
| --------------------------- | --- | ------ |
| 2006 (Lijst Rosa nel Pugno) | 2,6 | 18     |

| Jaar                        | %   | Zetels |
| --------------------------- | --- | ------ |
| 2006 (Lijst Rosa nel Pugno) | 2,5 | 0      |

| Jaar                | %   | Zetels |
| ------------------- | --- | ------ |
| 2004 (Lijst Bonino) | 2,2 | 2      |